# Hans Eriksson (skådespelare)
Hans Eriksson är en svensk skådespelare och produktionsassistent i filmen Parade (1974).

## Filmografi
Roller
- 1993 – Kärlekens himmelska helvete
- 1999 – Vägen ut
- 2000 – Sånger från andra våningen
- 2016 – Vårdgården (TV-serie)

Produktionsassistent
- 1974 – Parade